# 666 Desdemona
Desdemona (asteróide 666) é um asteroide da cintura principal com um diâmetro de 27,04 quilómetros, a 1,9732326 UA. Possui uma excentricidade de 0,238765 e um período orbital de 1 524,33 dias (4,18 anos).
Desdemona tem uma velocidade orbital média de 18,4996272 km/s e uma inclinação de 7,5922º.
Esse asteroide foi descoberto em 23 de Julho de 1908 por August Kopff.